# Mosney

Mosney (en irlandais, Maigh Muirí, la plaine de Mairid) est un townland et un village dans la paroisse civile de Moorechurch et le comté de Meath, en Irlande, à 48 km de Dublin. 
Il était surtout connu comme le site d'un centre d'hébergement, le camp de vacances de Butlin, pendant la seconde moitié du XXe siècle et comme site de la finale nationale des jeux communautaires. 
Au début du XXIe siècle, le camp de vacances a été transformé en un centre d'hébergement pour réfugiés - demandeurs d'asile. Le village a été desservi par la gare de Mosney jusqu'en 2000.
Au début du XIXe siècle, Mosney était un manoir et faisait partie du domaine des Peppers de Ballygarth Castle.
Au milieu du XXe siècle, le manoir était la maison de l'intendant de la ferme de Mosney, elle était habitée par Johnny Oram dont le père avait été le précédent intendant.